# Озолиньш, Сандис
Са́ндис О́золиньш, (латыш. Sandis Ozoliņš; род. 3 августа 1972, Сигулда, Рижский район) — советский и латвийский хоккеист, защитник; тренер. Командор ордена Трёх звёзд 3-й степени (14 апреля 2014).
За время своего выступления в НХЛ Озолиньш 7 раз принимал участие в матче всех звёзд НХЛ, был обладателем Кубка Стэнли и номинировался на Джеймс Норрис Трофи. Также ему принадлежат рекорды по проведённым матчам, заброшенным шайбам, голевым передачам и набранным очкам среди всех латвийских игроков, когда-либо выступавших в НХЛ. Более того, ему принадлежат несколько рекордов, записанных в истории «Сан-Хосе Шаркс» и «Колорадо Эвеланш». В своё время Озолиньш был самым высокооплачиваемым спортсменом в истории Латвии. Его часто называют образцом защитника атакующего плана. Наряду с Владимиром Константиновым, является первым европейским хоккеистом, который номинировался на приз лучшему защитнику НХЛ - Норрис Трофи.
За время своего выступления в КХЛ Озолиньш 4 раза принимал участие в матчах звёзд КХЛ. Ему принадлежит рекорд по набранным очкам среди защитников за сезон в составе рижского «Динамо».
В НХЛ выступал под номерами «6», «8», «24», «44». В КХЛ выступал под номерами «8», «44».
27 мая 2014 года объявил о завершении карьеры.

## Карьера
Начинал в юношеской команде «Динамо» (Рига) в качестве форварда, но вскоре был исключен за «ненужностью». В игрока поверил тренер молодежного состава «Динамо» (Рига) Василий Тихонов, который взял его в команду уже в новом амплуа — как защитника. Этим шансом юный хоккеист воспользовался на 100 %.
В 1990 году дебютировал в чемпионате СССР в составе рижского «Динамо».
Ярко проявил себя на молодежном чемпионате мира 1991 года в Саскатуне, попал на заметку скаутам клуба «Сан-Хосе Шаркс». В результате, «акулы» и выбрали его на драфте НХЛ во 2-м раунде под общим 30-м номером.
В НХЛ дебютировал не сразу — для адаптации в североамериканском хоккее был отправлен играть в фарм-клуб «Канзас-Сити Блэйдз», где получил постоянную игровую практику.

### «Сан-Хосе Шаркс»
В сезоне 1992/93 дебютировал в составе «Шаркс», в котором провёл 37 игр и заработал 23 очка. 30 декабря 1992 года в игре против «Филадельфии» получил травму колена, которая привела к разрыву передней крестообразной связки. В итоге вторую часть своего первого сезона в НХЛ он пропустил.
Сезон 1993/94 Озолиньш закончил с 64 очками в 81 проведённом матче. Это был третий показатель в команде и первый в лиге по количеству заброшенных шайб защитником. Этот результат впоследствии станет вторым в его карьере. В том сезоне Озолиньш помог своей команде, которая проводила лишь третий сезон в лиге, впервые в истории выйти в плей-офф НХЛ. Этот результат был повторён и в следующем, укороченном по причине локаута сезоне. В обоих случаях «Сан-Хосе» вылетал на стадии полуфинала конференции.

### «Колорадо Эвеланш»
26 октября 1995 года Озолиньш был обменян в «Колорадо Эвеланш». В том сезоне в 66 матчах он набрал 50 очков, многие из которых были заработаны в большинстве. Вместе с командой Озолиньш стал обладателем Кубка Стэнли, а сам стал основным защитником команды, закончив сезон 9-м в лиге по количеству очков, набранных в плей-офф.
В сезоне 1996/97 «Колорадо» стал обладателем Президентского Кубка. Сам Озолиньш после поражения от «Детройта» в финале конференции финишировал третьим в голосовании на Джеймс Норрис Трофи, вручаемый лучшему защитнику лиги. Тот сезон стал для него лучшим по набранным очкам (68), включая 13 шайб и 29 передач в большинстве. Это позволило ему занять вторую строчку в списке самых результативных защитников НХЛ.
Следующие 3 сезона не были такими успешными для команды, хотя сам Озолиньш продолжал выступать на очень высоком уровне, набирая в среднем по 0,7 очка за игру, и заняв 41-е место в списке 50 лучших хоккеистов НХЛ по версии журнала «The Hockey Times» в 1998 году. 6 декабря 1999 года в матче против «Ванкувер Кэнакс» он сделал свой первый хет-трик в карьере. Сезон 1999/00 стал дня него последним в «Эвеланш». Это стало понятным сразу же после того, как в команду перешёл Рэй Бурк. В том сезоне зарплата Озолиньша составила $4 млн, что являлось третьим показателем в команде.

### «Каролина Харрикейнз»
24 июня 2000 года Озолиньш был обменян в «Каролину», а спустя месяц подписал с «ураганами» 5-летний контракт на сумму более 25 млн $, после чего генеральный менеджер клуба Джим Рутерфорд сказал: «Когда в твоей команде есть такой игрок как Сандис, у тебя появляется желание тратить деньги». В этом клубе Озолиньш вновь воссоединился со своим другом Артуром Ирбе, с которым они вместе играли ещё в Латвии. 
Тем не менее, «Каролина» вместе с Озолиньшем не смогла выйти в плей-офф, в то время как сам хоккеист продолжал радовать болельщиков своей результативностью. 4 марта 2001 года в матче против «Чикаго Блэкхокс» он сделал второй в своей карьере хет-трик, к которому прибавил ещё одну голевую передачу. Всего в «Харрикейнз» Сандис отыграл полтора сезона, прежде чем быть обменянным во «Флориду».

### «Флорида Пантерз»
16 января 2002 года Озолиньш был обменян во «Флориду». В тот же день в матче против «Чикаго» он дебютировал в составе «пантер». В новом клубе ему пришлось отказаться от привычного ему номера 8, так как он уже был занят, и взять себе номер 44. В 37 играх за клуб Озолиньш набрал 29 (10+19) очков. Тем не менее, это не помогло «Флориде» попасть в стадию плей-офф. В следующем сезоне он отыграл в составе «пантер» ещё 51 матч, прежде чем он был обменян в «Анахайм».

### «Анахайм Майти Дакс»
30 января 2003 года Озолиньш стал игроком «уток». В новом клубе он вновь взял себе 8 номер. Его обмен произошёл как раз во время проведения во Флориде матча всех звёзд. Несмотря на то, что был выбран в качестве основного игрока Восточной конференции, он принял решение пропустить конкурсы «Суперскиллз», так как в этом случае ему бы пришлось надеть форму «Пантерз». «Принимать участие в матче всех звёзд — это одно, „Суперскиллз“ — совершенно другое», — сказал Озолиньш. «Было бы странно участвовать в конкурсах, представляя свою бывшую команду, поэтому я и принял это решение». За это лига выписала ему штраф, сумма которого осталась неизвестной.
Как только Озолиньш перешёл в состав «Дакс», он стал основным защитником клуба. Своими удачными действиями он помог команде впервые в своей истории выйти в финал Кубка Стэнли, в котором она в напряжённейшей 7-матчевой серии уступила «Нью-Джерси». Сезон 2003/04 оказался для команды не таким успешным. «Анахайм» даже не смог пробиться в плей-офф. Сам Озолиньш весь сезон боролся с травмами и провёл лишь 36 матчей.

### «Нью-Йорк Рейнджерс»
После локаутного сезона Озолиньш провёл в составе «уток» ещё 17 матчей, после чего 9 марта 2006 года в так называемый «дедлайн» был обменян в «Нью-Йорк Рейнджерс». В новой команде Озолиньш получил номер 24. В 19 оставшихся играх сезона он набрал 14 очков, тем самым внеся значительный вклад в выход своей команды в плей-офф, куда «Рейнджерс» не попадали с 1997 года.
18 декабря 2006 года, после поражения со счётом 1:6 от «Нью-Джерси», Озолиньш был выставлен клубом на драфт отказов, после чего был командирован в клуб АХЛ «Хартфорд Вулф Пэк». Однако, некоторое время спустя он был помещён в список травмированных по причине серьёзной травмы колена.

### Возвращение в «Шаркс»

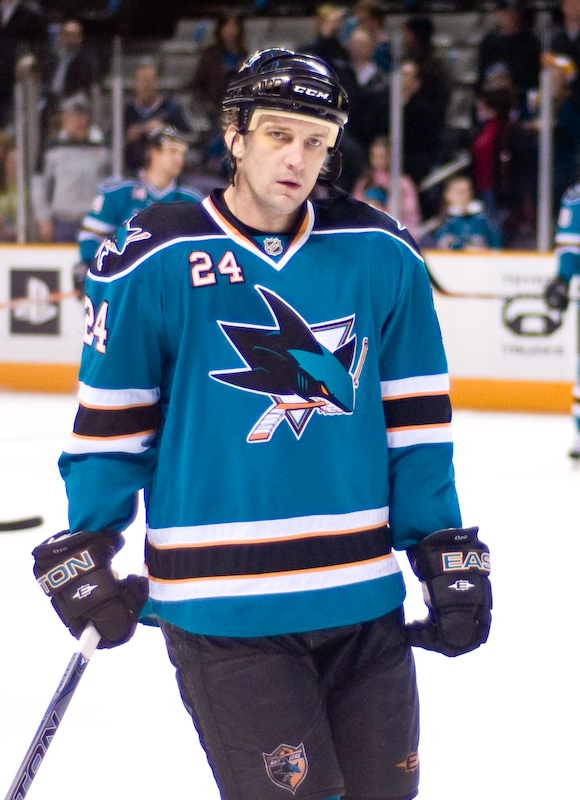

2 мая 2006 года Озолиньш был арестован за вождение автомобиля в нетрезвом виде и впоследствии проходил добровольное лечение от алкогольной и наркотической зависимости. Тяжёлая реабилитация и сложнейшие индивидуальные тренировки, включавшие в себя даже практику триатлона, помогли ему попасть в тренировочный лагерь клуба, где он начинал свою заокеанскую карьеру. После того как он провёл 2 матча в составе фарм-клуба «Сан-Хосе» «Вустер Шаркс», и доктора лиги дали добро на его участие в матчах НХЛ, 2 декабря 2007 года Озолиньш подписал однолетний контракт с «акулами» на сумму в $650 тыс.. 
В сезоне 2007/08 Озолиньш провёл 39 матчей, в которых отметился 3 заброшенными шайбами и 13 результативными передачами. 13 из своих 16 очков он набрал на домашней арене «Шаркс» «HP Pavilion». После того сезона Озолиньшу предлагали однолетний контракт на сумму в $800 тыс. представители «Лос-Анджелес Кингз», на который он ответил отказом, объяснив это тем, что хочет отдохнуть от хоккея.

### Возвращение в «Динамо»
13 июля 2009 года Озолиньш заключил однолетнее соглашение с родным рижским «Динамо», в котором он в 1990 году начал свою карьеру. В Риге Сандис сразу же стал капитаном, впервые в своей долгой карьере. В клубе ему вернули его 8 номер, под которым он выступал 19 лет назад.
В сезоне 2009/10 Озолиньш был основным защитником латвийского клуба в КХЛ, в 43 играх набрав 25 (5+20) очков. 30 января 2010 года принял участие в матче «Всех звёзд» КХЛ, однако, из-за микроповреждения смог отыграть лишь первый период, а также отказался от участия в «Мастер-шоу».
18 мая Озолиньш продлил свой контракт с «Динамо» ещё на один год. В самом начале сезона 2010/11 он был назван лучшим защитником в КХЛ в сентябре, благодаря его лидерству в списке бомбардиров-защитников с 12 (1+11) очками в 11 матчах. Пропустив более месяца из-за травмы, Озолиньш сыграл в регулярном сезоне 41 игру, набрав 32 (6+26) очка, что позволило ему подняться на 5-ю строчку в списке лучших защитников лиги. Рижское «Динамо» вышло в плей-офф и сумело пройти во второй раунд, обыграв в серии до 4-х побед московских одноклубников. В 6 встречах Озолиньш сумел набрать 7 (0+7) очков, став самым результативным защитником клуба. 19 апреля 2011 года Озолиньш заключил новое однолетнее соглашение с рижанами. В 2012 году в Риге прошёл 4-й матч всех звёзд КХЛ. Для Озолиньша это стал третий матч звёзд в КХЛ и первым когда он стал капитаном, возглавив сборную «Запада», сборную «Востока» возглавил Сергей Фёдоров.

### «Атлант»
По окончании сезона 2011/12 принял решение покинуть рижское «Динамо». С мая по сентябрь, Озолиньш тренировался по индивидуальной программе, а в конце сентября подписал контракт с подмосковным «Атлантом» сроком на один год. Озолиньшу второй раз пришлось отказаться от привычного ему номера 8, так как он уже был занят, и взять себе номер 44. Такое уже случалось в 2002 году во Флориде. В середине сезона Озолиньша назначили капитаном команды. В 42 играх Озолиньш набрал 20 (2+18) очков, а подмосковный «Атлант» попал в стадию плей-офф. В первом же раунде подмосковный клуб проиграл питерскому СКА в 5 матчевой серии, выиграв только одну игру. В 5 встречах Озолиньш сумел набрать 1 (0+1) очко. В конце сезона на сайте ХК «Атлант» проводилось голосование по определению лучшего игрока сезона. Сандис Озолиньш с 620 голосами занял второе место, уступив только Станиславу Галимову (677 голосов).

### Третье пришествие в «Динамо»

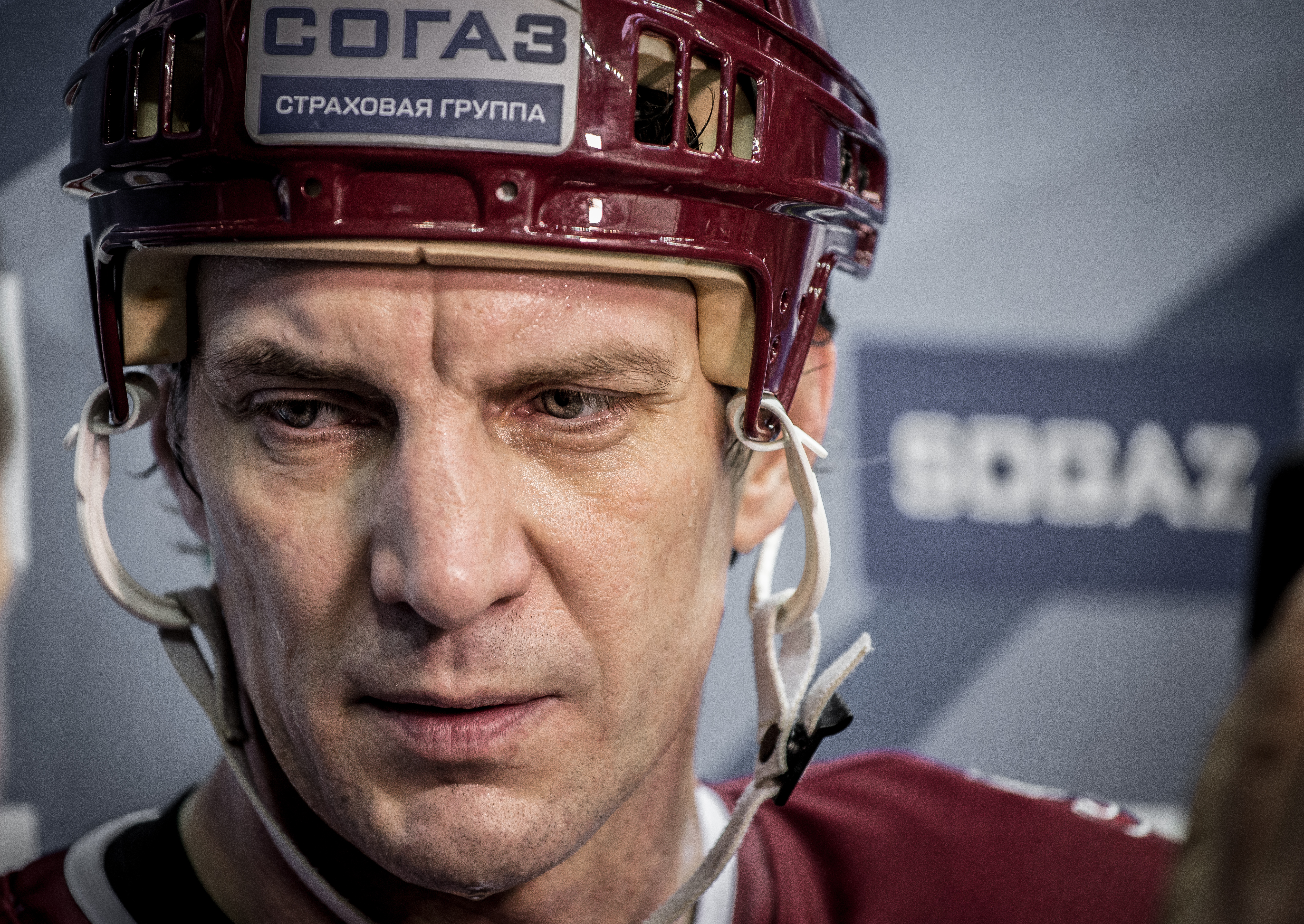
Озолиньш в декабре 2013 года во время своего последнего в карьере сезона

После сезона проведённого в «Атланте», Озолиньш вернулся в Ригу и заключил с рижанами контракт сроком на один год. 21 августа 2013 года Озолиньш взял себе привычный 8-й номер и вновь стал капитаном рижского «Динамо». В сезоне 2013/14 набрал 22 очка (5+17) в 48 матчах регулярного сезона КХЛ. В плей-офф «Динамо» в первом раунде уступило «Донбассу» (3-4), Озолиньш сыграл все 7 матчей и набрал 2 очка (0+2). Последний матч в карьере Озолиньш провёл 17 марта 2014 года на арене «Словнафт» в Братиславе, где «Донбасс» играл последний матч серии из-за начавшегося конфликта на Донбассе. 27 мая 2014 года Озолиньш завершил игровую карьеру в возрасте 41 года и заявил, что намерен попробовать себя в политике.

### Международная

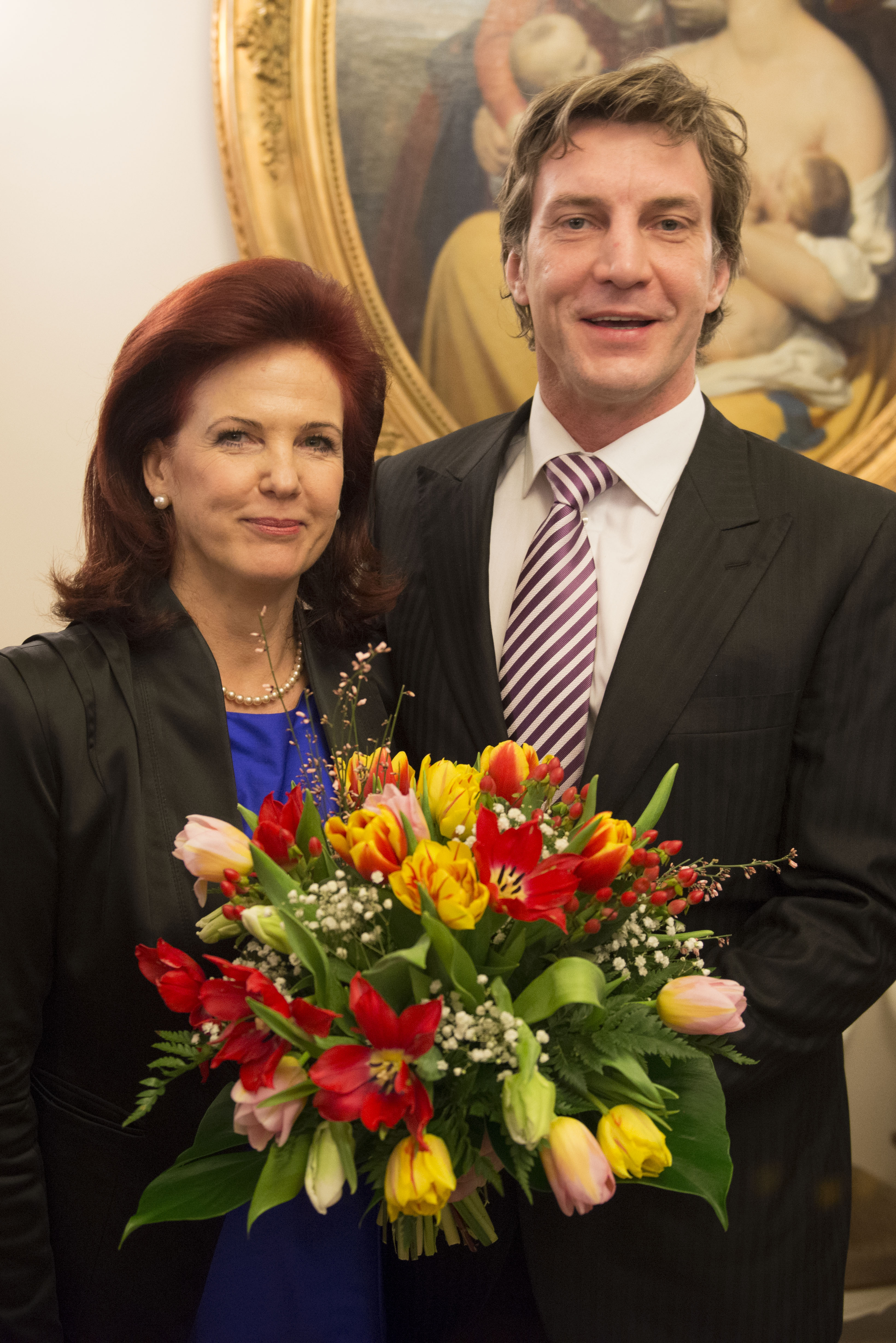
2014 год

На международном уровне Озолиньш дебютировал в 1991 году, приняв участие в чемпионате мира среди молодёжи, где он вместе с командой стал серебряным призёром, уступив в финальном матче сборной Канады. В 1992 году, после развала СССР, он выступал уже за сборную СНГ, вместе с которой стал чемпионом мира среди молодёжных команд.
До 1998 года Озолиньш не принимал участия в международных турнирах, во многом по причине травм и участия в плей-офф НХЛ. В том году Озолиньш вместе с «Колорадо» вылетел уже в первом раунде плей-офф после поражения в 7-м матче от «Эдмонтон Ойлерз», поэтому он принял решение отправиться в Швейцарию, чтобы дебютировать в составе сборной Латвии на высшем уровне. Тот чемпионат мира стал лишь вторым для Латвии с 1991 года, когда она получила независимость. На том турнире Озолиньш провёл 4 игры, в которых отметился 1 шайбой и 2 результативными передачами.
В следующий раз Озолиньш выступил за латвийскую сборную на чемпионате мира 2001 года. Это стало возможным по причине вылета «Каролины» в четвертьфинале Кубка Стэнли. На том турнире сборная Латвии финишировала лишь на 13-м месте.
В 2002 году принимал участие в чемпионате мира, а также он провёл одну игру на Олимпийских играх 2002 года. В том матче, который латвийцы проводили против сборной Словакии, Озолиньш отметился 4 голевыми передачами и помог своей сборной свести игру к результативной ничьей со счётом 6:6.
Спустя 3 года помог Латвии квалифицироваться на Олимпийские игры 2006 года. После тех игр он объявил о завершении своей карьеры в сборной.
Перед чемпионатом мира 2011 года Озолиньш стал генеральным менеджером сборной Латвии. После чемпионата мира, ЛХФ отстранила весь тренерский штаб сборной.
В 2013 году перед квалификацией на Зимние Олимпийские игры в Сочи, Озолиньш решил помочь сборной Латвии и заявил о своём возвращении в национальную сборную.
В 2014 году Озолиньш стал капитаном хоккейной сборной, а также знаменосцем сборной Латвии на зимних Олимпийских играх 2014 года.

## Достижения
- Серебряный призёр чемпионата мира среди молодёжи 1991 года.
- Чемпион мира среди молодёжи 1992 года.
- Обладатель Кубка Тёрнера 1992 года в составе «Канзас-Сити Блэйдз».
- Участник матча «Всех звёзд» НХЛ (7): 1994, 1997, 1998, 2000, 2001, 2002, 2003.
- Обладатель Приза Кларенса Кэмпбелла (2): 1996, 2003.
- Обладатель Кубка Стэнли 1996 года в составе «Колорадо Эвеланш».
- Обладатель Президентского Кубка 1997 года.
- Член первой символической сборной НХЛ сезона 1996/97.
- Финалист Джеймс Норрис Трофи 1997 года.
- Финалист Кубка Стэнли 2003 года в составе «Анахайм Майти Дакс».
- Участник матча «Всех звёзд» КХЛ (4): 2010, 2011, 2012, 2014.
- Обладатель Золотого шлема 2011 года.
- Финалист Кубка Шпенглера 2011 года в составе «Динамо Рига».
- MVP матча всех звёзд КХЛ 2012 года.
- Знаменосец сборной Латвии на зимних Олимпийских играх 2014 года
- Вошёл в символическую сборную «Колорадо Эвеланш» в 2015 году.

## Рекорды

### «Колорадо Эвеланш»
- Наибольшее количество заброшенных шайб защитником в истории — 72
- Наибольшее количество набранных очков защитником в истории — 253
- Наибольшее количество заброшенных шайб защитником в плей-офф в истории — 18
- Наибольшее количество сделанных передач защитником в плей-офф в истории — 49 (вместе с Кейлом Макаром)
- Наибольшее количество набранных очков защитником в плей-офф в истории — 67

### «Сан-Хосе Шаркс»
- Наибольшее количество заброшенных шайб защитником за сезон в истории (1993-94) — 26

### «Динамо Рига»
- Наибольшее количество набранных очков защитником за сезон в истории (2010-11) — 38 (в сезоне 2018/19 другой защитник, Мэтью Майоне, обновил это достижение, набрав 46 очков)

## Статистика
| Легенда | Легенда                    | Легенда | Легенда                   | Легенда | Легенда    |
| ------- | -------------------------- | ------- | ------------------------- | ------- | ---------- |
| И       | Количество проведённых игр | Штр     | Штрафное время            | +/−     | Плюс-минус |
| Г       | Голы                       | П       | Голевые передачи          | О       | Очки       |
| -       | Статистика неизвестна      | —       | Статистика не учитывалась |         |            |

### Матчи звёзд
Последнее обновление: 12 января 2014 года
| Год             | Лига            | Сборная            | Игр | Г | П | Очк |
| --------------- | --------------- | ------------------ | --- | - | - | --- |
| 1994            | НХЛ             | Звёзды Запада      | 1   | 2 | 1 | 3   |
| 1997            | НХЛ             | Звёзды Запада      | 1   | 0 | 3 | 3   |
| 1998            | НХЛ             | Звёзды Мира        | 1   | 0 | 0 | 0   |
| 2000            | НХЛ             | Звёзды Мира        | 1   | 0 | 0 | 0   |
| 2001            | НХЛ             | Звёзды Мира        | 1   | 0 | 1 | 1   |
| 2002            | НХЛ             | Звёзды Мира        | 1   | 0 | 1 | 1   |
| 2003            | НХЛ             | Звёзды Востока     | 1   | 0 | 0 | 0   |
| 2010            | КХЛ             | Команда Ягра       | 1   | 0 | 0 | 0   |
| 2011            | КХЛ             | Команда Яшина      | 1   | 0 | 0 | 0   |
| 2012            | КХЛ             | Команда Озолиньша  | 1   | 1 | 2 | 3   |
| 2014            | КХЛ             | Команда Ковальчука | 1   | 1 | 0 | 1   |
| Всего в НХЛ     | Всего в НХЛ     |                    | 7   | 2 | 6 | 8   |
| Всего в КХЛ     | Всего в КХЛ     |                    | 4   | 2 | 2 | 4   |
| Всего в карьере | Всего в карьере |                    | 11  | 4 | 8 | 12  |

### Международная
Последнее обновление: 19 февраля 2014 года
| Год                | Турнир             | Сборная  | Игр | Г | П  | Очк | +/- | Штр |
| ------------------ | ------------------ | -------- | --- | - | -- | --- | --- | --- |
| 1991               | МЧМ-1991           | СССР     | 7   | 1 | 2  | 3   | +9  | 6   |
| 1992               | МЧМ-19921          | СССР/СНГ | 7   | 1 | 5  | 6   | --  | 4   |
| 1998               | ЧМ-1998            | Латвия   | 4   | 1 | 2  | 3   | --  | 4   |
| 2001               | ЧМ-2001            | Латвия   | 6   | 0 | 5  | 5   | +7  | 2   |
| 2002               | ОИ-2002            | Латвия   | 1   | 0 | 4  | 4   | -1  | 0   |
| 2002               | ЧМ-2002            | Латвия   | 6   | 2 | 1  | 3   | -7  | 12  |
| 2005               | ОИ (квалификация)  | Латвия   | 3   | 0 | 1  | 1   | --  | 4   |
| 2006               | ОИ-2006            | Латвия   | 5   | 1 | 3  | 4   | --  | 0   |
| 2013               | ОИ (квалификация)  | Латвия   | 3   | 0 | 0  | 0   | --  | 2   |
| 2014               | ОИ-2014            | Латвия   | 5   | 0 | 0  | 0   | -1  | 8   |
| В составе СССР/СНГ | В составе СССР/СНГ |          | 14  | 2 | 7  | 9   | +9  | 10  |
| В составе Латвии   | В составе Латвии   |          | 33  | 4 | 16 | 20  | -2  | 32  |
| Всего в карьере    | Всего в карьере    |          | 47  | 6 | 23 | 29  | +7  | 42  |

1 — Во время турнира произошёл распад СССР, и сборная стала называться СНГ. Однако Озолиньш и Сергей Жолток были латвийцами, то есть они не были гражданами Содружества. Участники чемпионата подали официальный протест, который, тем не менее, был отклонён.

## Личная жизнь
Был женат на своей школьной подруге Сандре более 15 лет, когда в мае 2010 года подал заявление на развод. У Озолиньша есть двое детей — Робертс (1994) и Кристофер (1996). В настоящее время[какое?] встречается с бывшей латвийской телеведущей Анной Лиецкалныней.

## Факты
- В детстве мог стать фигуристом[27].
- Во время карьеры в НХЛ у хоккеиста были проблемы с чрезмерным употреблением алкоголя, он прошёл курс добровольного и принудительного лечения. В Северной Америке неоднократно был арестован за вождение в нетрезвом виде.
- Был владельцем ныне несуществующего клуба «Вилки ОП». Также является владельцем первого поля для гольфа в Латвии, которое называется «Гольф-клуб Озо».
- В декабре 2009 года в ходе интернет-голосования был признан самым популярным спортсменом Латвии[28].
- В марте 2015 года игровой свитер Озолиньша был поднят под сводами «Арены-Рига»[29]
- Кроме родного латышского языка бегло говорит на русском и английском языках